# شهرستان باوده
شهرستان باوده (به لاتین: Baode County) یک منطقهٔ مسکونی در چین است که در شینجو واقع شده‌است.